# サクライケンタ
サクライ ケンタ（1983年11月10日 - ）は、日本の音楽家（ソングライター、編曲家、音楽プロデューサー、ギタリスト）。株式会社ekoms代表取締役。大阪府出身。
自らの音楽性を現代音楽にポピュラー音楽を組み合わせた「現音ポップ」と称している。

## 経歴
小学生の頃よりドラムを習うとともに、独学でギターを弾きはじめる。中学生の頃にはMTRで宅録を、17歳でMacとLogicによるDTMを始める。
DTMを始めた頃、仲良くなったライブハウスの店長に借りたCDがきっかけで現代音楽に出会う。特にスティーヴ・ライヒに衝撃を受け、東京で行われた来日コンサートを見に行っている。
20歳前後からデザイン会社とのつながりで映像に合ったインストゥルメンタル楽曲を制作するようになる。
2007年頃、友人であったサオリリスの作詞による「チョコっとだけ愛してください」（2013年、「アイドル横丁夏まつり!!〜2013〜」のスペシャルコラボユニット「サクラィ学院」が歌唱）が初めて作曲したアイドルソング。
2011年、茉里と出会い、ソロプロジェクト「いずこねこ」をスタート、「現音ポップ」を具現化させた。しかし、持病であるうつ病が悪化し活動を続けられる状態ではなくなり、2014年3月に活動休止を示唆するツイートを行う。一度は運営によって活動続行がアナウンスされたものの、結局は2014年8月に活動休止する。
2013年8月、株式会社ekomsを設立（事業内容は音楽制作、タレントプロデュース）
いずこねこの映画『世界の終わりのいずこねこ』の制作と並行して、2014年7月には、コショージメグミ（元BiS）を中心としたアイドルグループ（仮称「Book house girl」）を結成することを発表。9月のコショージのソロライブ中に披露されたポエトリーリーディングに楽曲を提供。11月、グループの名称がMaison book girlに決定し、活動開始。
2016年2月、ピエール中野（凛として時雨）、井澤惇（LITE）、takuto（about tess）によるジャムバンド「カオティック・スピードキング」にギタリストとして加入。
2016年3月、 アイドルグループ・クマリデパートのプロデュースを開始。
2018年9月よりekomsにてZOC（現METAMUSE）のマネージメントを担当。その後2020年10月よりTOKYO PINKに移籍。
2021年7月、元LADYBABY・金子理江のソロプロジェクトとして「Ilie」をプロデュース開始。
2021年10月、ekomsにてKATY（元ZOC・香椎かてぃ）率いるガールズバンド・Hazeのマネージメントを担当。
2023年4月、戦慄かなのとかてぃ（KATY）によるユニット・悪魔のキッスのサウンドプロデュースを担当。

## 人物
映画『世界の終わりのいずこねこ』に出演した蒼波純に対して当時多大な思い入れがあり、映画制作を成し遂げられたのは蒼波のおかげと語っている。
楽曲制作で組むことが多い大森靖子とは、2014年3月に精神が不安点な中、恵比寿LIQUIDROOMで行われた大森のライブを観に行ったことがきっかけとなり、大森の友人であるコショージがMaison book girl入りしたことから交流が深まった。
大森との初のタッグとなる「14才のおしえて」（ずんね from JC-WC。映画『女子の事件は大抵、トイレで起こるのだ。』で共演した蒼波と吉田凜音のユニット）は、プロデュースを担当した大森から編曲は「あの人に頼むしかない」ということで直接依頼があった。
その後も、大森の「SHINPIN」（アルバム『TOKYO BLACK HOLE』収録）、「ピンクメトセラ」のサウンドプロデュース、大森が作詞・作曲した吉川友の「歯をくいしばれっっ」の編曲を担当している他、大森が2016年2月21日放送『MUSIC JAPAN』（NHK総合）出演した際にバックバンド（玩具のギター）として参加。2016年秋の「TOKYO BLACK HOLE TOUR」ではバンド「新●z（しんブラックホールズ）」のハイパー担当として帯同した。2018年、大森が「共犯者」として結成したZOCについても2020年7月まで株式会社ekomsがマネージメントを行っていた。

## 作品・プロデュース

### 作品
- sakuraikenta Instrumental Collection「199201A」「199201B」

### トータルプロデュース
- いずこねこ（全楽曲作詞作曲編曲）
- Maison book girl（全楽曲作詞作曲編曲） ※一部の楽曲のみ作詞をコショージメグミが担当。
- クマリデパート
- Ilie
- diig

### 他アーティストへの提供作品
- GOMESS
  - 「笑わないで with いな (QQIQ)」
  - 「Fake」（作曲、サウンドプロデュース）
- ずんね from JC-WC（吉田凜音、蒼波純）
  - 「14才のおしえて」（編曲）
  - 「待つわ」（編曲）
- 大森靖子
  - 「SHINPIN」
  - 「ピンクメトセラ」
  - 「堕教師」（サウンドプロデュース）
- 吉川友
  - 「歯をくいしばれっっ」（編曲）
  - 「さよなら、スタンダード」（編曲）
  - 「ときめいたのにスルー」（編曲）
- 佐保明梨
  - 「NEW WONDER SEASON」（編曲）
- スマートフォンゲーム『A3!』
  - 斑鳩三角（CV 廣瀬大介）
    - ｢いちにっさんかく｣
    - ｢さんかくあつめ｣

  - 佐久間咲也、向坂椋（CV 酒井広大、山谷祥生）
    - 「MagiClap」
- 二丁ハロ
  - 「耳をすませば」（作曲・編曲）
  - 「三原色カタルシス」（作曲・編曲）
- 二丁目の魁カミングアウト
  - 「ノスタルジスター」（作曲・編曲）
  - 「ネコの恩返し」（作曲・編曲）
  - 「リバ」（作曲・編曲）
  - 「ウサギと賽子さん」（作曲・編曲）
  - 「(1+1)×0=0」（作曲・編曲）
  - 「ひふみよ」（作曲・編曲）
- ZOC
  - 「チュープリ」（編曲）
  - 「ヒアルロンリーガール」（編曲）
- 劇団ノーミーツ
  - 「重力の虹/Lié」
- 開歌-かいか-
  - 「セミロング」
  - 「ゆびさきに向日葵」
  - 「かいかのMUSIC」
  - 「歌の咲く島」（編曲）
  - 「ポプラ」（編曲）
- クマニキ
  - 「クマニキ」※michitomoとの共作。
- クマリデパート
  - 「あれ？ロマンチック」（作曲）
  - 「限界無限大ケン%」（玉屋2060%と共同作詞制作）
  - 「シャダーイクン」（玉屋2060%と共同作詞制作）
  - 「セカイケイ」
  - 「アイフォーン渋谷?」（作詞・作曲）
  - 「いくじなし」（作詞・作曲）
  - 「サクラになっちゃうよ！」
  - 「幸せハッシン！フロムキッチン」（作曲・編曲）
  - 「ちきゅらぶレイディオ」（作詞・作曲）
  - 「止まらない！ト・マンナヨ！」
  - 「2060年チェリーブロッサムの旅」（玉屋2060%と共同制作）
  - 「夏へのとびら」
  - 「魔法少女Q」（MOSAIC.WAVと共同制作）
  - 「夢見た未来のネットワーク」（作詞）
  - 「渋谷スクランブルLOVE」（作詞・作曲）
  - 「永遠サマー」（作詞・作曲）
  - 「ブルーサバイバー」（玉屋2060%と共同制作）
- アップアップガールズ（2）
  - 「世界で一番かわいいアイドル」（編曲）
  - 「強がりライライライ」
- いぎなり東北産
  - 「夢で逢えたら Re:spect feat.律月ひかる」（編曲）
- スマートフォンゲーム「IDOLY PRIDE」兵藤雫（CV 首藤志奈）
  - 「drop」
- 悪魔のキッス（戦慄かなの&かてぃ）
  - 「悪魔のキッス」（作曲・編曲）
  - 「impDEVILS」（作曲・編曲）
  - 「方舟」（編曲）
  - 「カスタムラブドール」（作曲・編曲）
  - 「unhappy birthday」（編曲）
  - 「ハピじゃね？超サンライズ」（作曲・編曲）
  - 「AIDIE」（編曲）
  - 「めろめろキャンセル♡x♡界隈」（編曲）
- GLAY
  - 「Pianista」（GLAYと共同編曲）
- 君の隣のラジかるん
  - 「君の隣はインフィニティー」
- Maison book girl
  - 全曲
- erewhon
  - 「オムライス」
- ミームトーキョー
  - 「story, story」（作詞・作曲・編曲）
- OKINI☆PARTY'S(電音部シンサイバシエリア)
  - 「「心斎橋（アメリカ経由）NANKAI」」（作詞・作曲・編曲）
- ヒグチアイ
  - 「誰」（編曲）（映画『あのコはだぁれ?』主題歌）
  - 「雨が満ちれば」（編曲）（TBS ドラマストリーム『地獄の果てまで連れていく』主題歌[16]）

### その他
- 映画『20世紀少年』CM BGM制作 (大阪OIOIビジョンほか全国TOHOシネマズにて放映)
- 東佳苗監督ショートムービー『My Doll Filter』劇伴制作。
- テレビアニメ『臨死!!江古田ちゃん』第11話エンディングテーマ曲 「Ekoda book girl」制作。
- 櫻坂46「Nobody's fault」TYPE-C特典Blu-ray「山﨑天:蒼天」劇伴制作。
- ABEMAオリジナルドラマ『僕だけが17歳の世界で』テレビCM BGM制作。
- スカイピース☆イニ☆2021生誕ラップトラック制作。